# William "Rip" Robertson
William Robertson, detto Rip (Manard, 3 agosto 1920 – Dallas, 1º dicembre 1970), è stato un agente segreto statunitense della CIA.

## Biografia
Ha studiato presso la Vanderbilt University, prima di prestare servizio come Capitano nei Marines durante la seconda guerra mondiale e successivamente nella Guerra di Corea. Dopo essere entrato nella CIA, nel 1954 partecipa con una task force in Guatemala alla operazione militare per rimuovere il presidente Jacobo Arbenz Guzmán, eletto democraticamente. Nel corso della sua carriera ha inoltre partecipato o collaborato a diverse operazioni in: Nicaragua, Cuba, Laos e Congo. È morto di malaria a Dallas il 1 dicembre 1970.